# Muxe

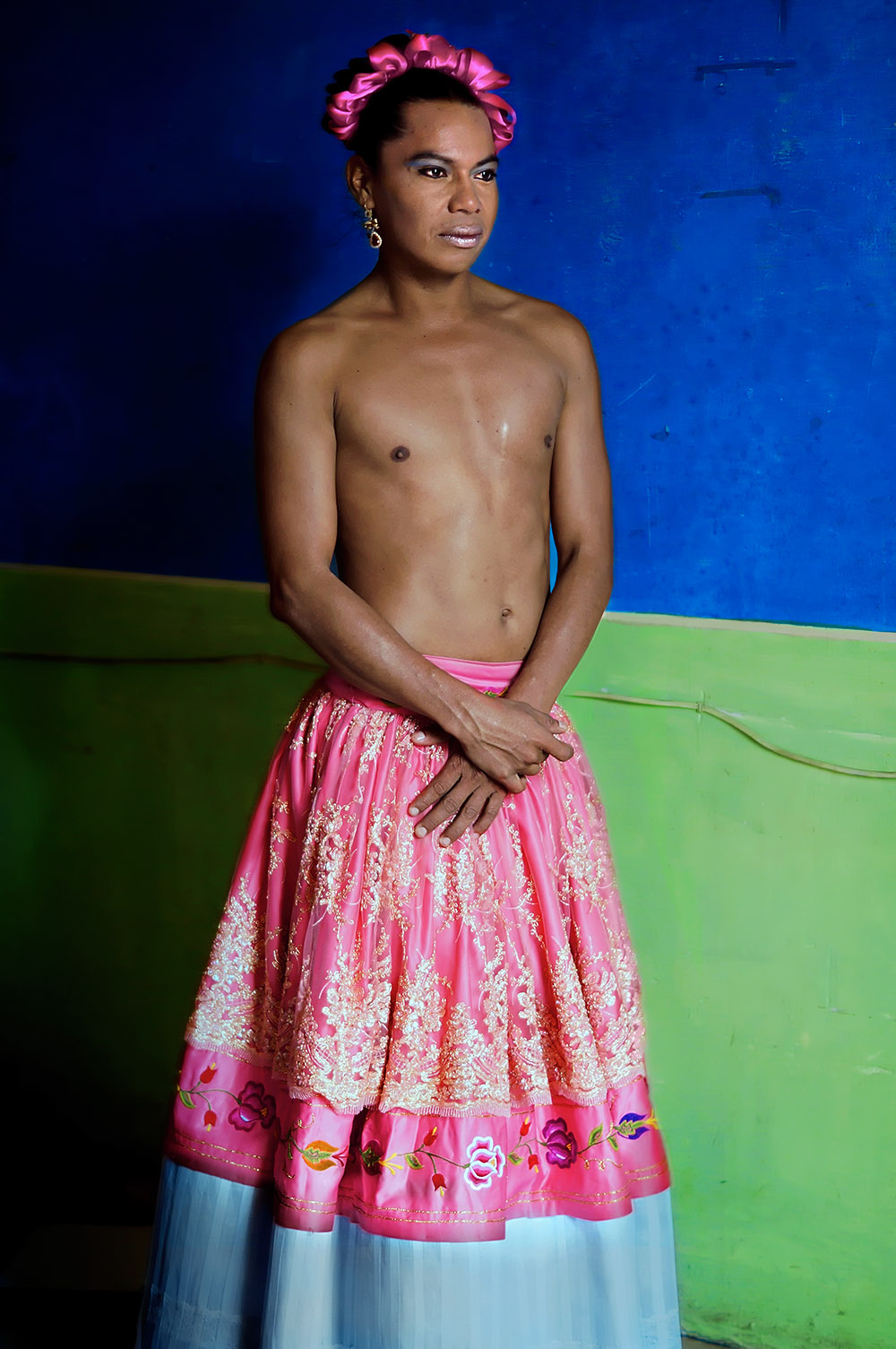
Muxe Lukas Avendano, artysta

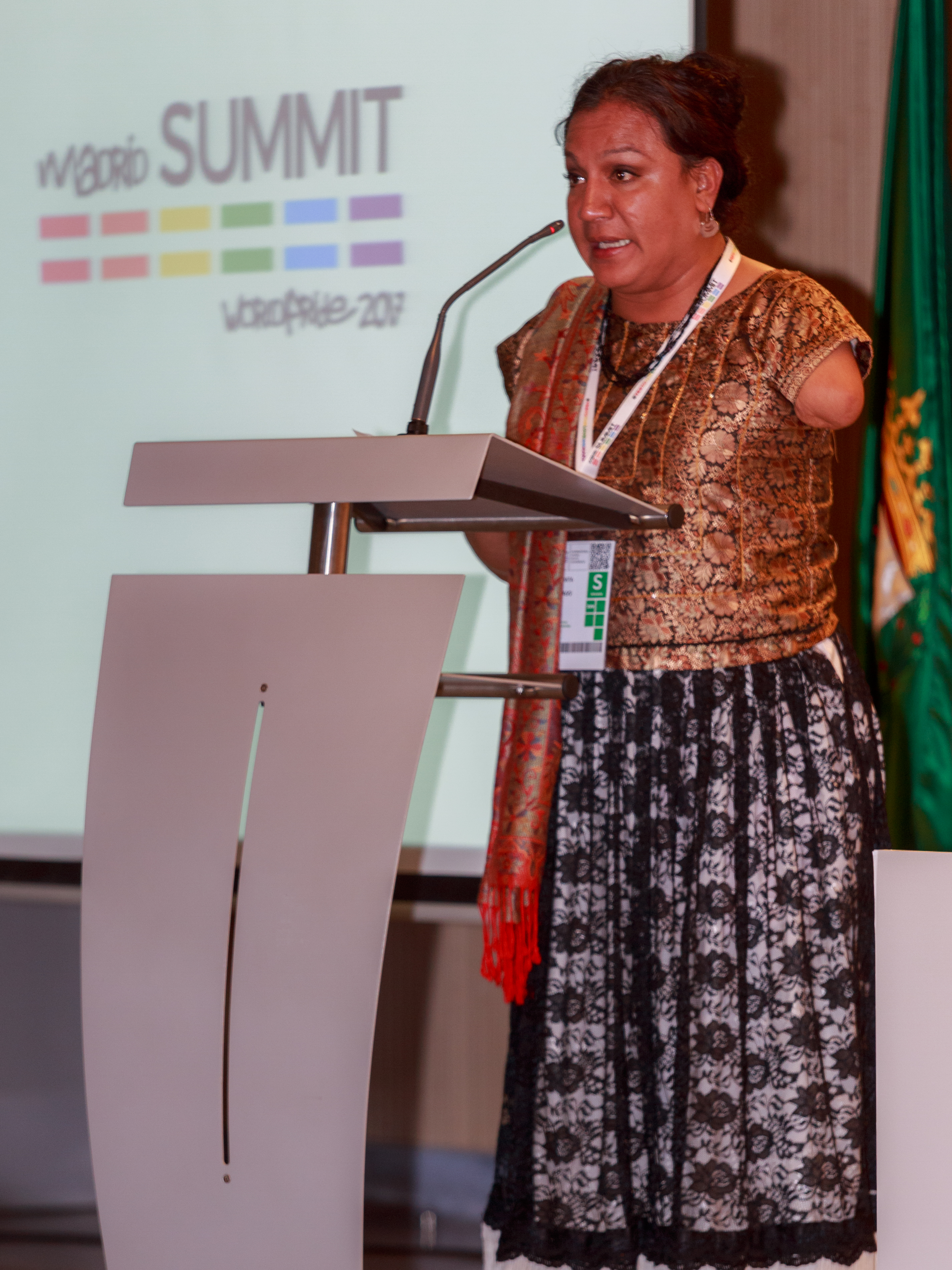
Muxe Amaranta Gómez Regalado

Muxe lub muxhe – określenie specyficznej grupy osób (osoby AMAB o psychicznej płci żeńskiej) transgenderycznych (M/K) lub transseksualnych (M/K) z meksykańskiego stanu Oaxaca (w szczególności w mieście Juchitán de Zaragoza). Kobiety są tam wyżej cenione i bardziej uprzywilejowane niż mężczyźni, co związane jest z przetrwaniem typowego dla kultury zamieszkujących ten rejon Zapoteków ustroju społecznego zbliżonego do matriarchatu.

## Geneza terminu
Uważa się, że termin muxe pochodzi od hiszpańskiego słowa mujer (kobieta) i jest derywacją fonetyczną, której Zapotekowie zaczęli używać w wieku XVI.

## Muxe i płeć w kulturze Zapoteków
Od czasów prekolumbijskich Zapotekowie uważali muxe za trzecią płeć, ani lepszą ani gorszą od mężczyzn i kobiet, lecz inną. Niektóre muxe tworzyły związki monogamiczne z mężczyznami, inne żyły w grupach, a jeszcze inne żeniły się z kobietami i miały dzieci.
Należy zauważyć, że doniosłe znaczenie w kulturze Zapoteków ma ustrój społeczny podobny do matriarchatu. Kobiety w regionie piastują najważniejsze funkcje społeczne oraz zajmują się biznesem, handlem i prowadzeniem prywatnych działalności gospodarczych, pozostawiając mężczyznom rolnictwo i rybołówstwo. Muxe, jako „prawie kobiety”, mają prawo uczestniczyć w kluczowych dla społeczności decyzjach niedostępnych dla mężczyzn oraz wykonywać zawody zarezerwowane dla kobiet.
W większej części Meksyku dominuje stawiająca na wyższej pozycji mężczyzn kultura mestizo (i powiązane z nią zjawisko machismo). Stan Oaxaca, mający znaczną populację Zapoteków, wyróżnia się na tym tle. W tym rejonie obserwuje się znacznie mniej agresji wobec homoseksualistów (homofobia), mężczyzn sfeminizowanych czy transgenderystów niż w reszcie kraju.

## Muxe obecnie
Muxe dzielą się na vestidas (noszących kobiece ubrania i makijaż) oraz pintadas (noszących męskie ubrania i makijaż). Uważa się, że o ile podział na trzy płci trwa od czasów prekolumbijskich, o tyle zjawisko muxe ubierających się jak kobiety jest stosunkowo nowe. Rozpoczęło się ono w latach 50. XX wieku i zyskało tak dużą popularność, że obecnie niemal całe młode pokolenie muxe to vestidas.
Dla matek w tej okolicy „wychowanie” muxe, głównie poprzez aplikowanie synowi hormonów żeńskich, to powód do dumy. Decyzja o wychowaniu chłopca na muxe zapada zazwyczaj, gdy dziecko jest jeszcze niemowlęciem. Muxe są w Juchitán de Zaragoza cenieni bardziej niż potomkowie żeńscy i męscy o zgodnej z biologiczną tożsamości płciowej, gdyż – w przeciwieństwie do nich – przez całe życie pozostaną przy matce, zapewnią jej dożywotnią opiekę i utrzymanie oraz przejmą rodzinną działalność gospodarczą. Muxe cieszą się w mieście tak dużym poważaniem społecznym, że często starsi (lub nawet już dorośli) chłopcy sami decydują się na pozostanie muxe.

## Znane osoby muxe
W 2003 roku 25-letnia muxe, Amaranta Gómez Regalado z Juchitán de Zaragoza wzbudziła międzynarodowe zainteresowanie jako kandydatka partii Mexico Possible w wyborach stanowych w Oaxaca. Do jej postulatów należały m.in. dekryminalizacja marihuany i aborcji.